# Brachyrhopala anomala
Brachyrhopala anomala är en tvåvingeart som beskrevs av Clements 2000. Brachyrhopala anomala ingår i släktet Brachyrhopala och familjen rovflugor. Inga underarter finns listade i Catalogue of Life.